# Thomisus bueanus
Thomisus bueanus är en spindelart som beskrevs av Embrik Strand 1916. Thomisus bueanus ingår i släktet Thomisus och familjen krabbspindlar.
Artens utbredningsområde är Kamerun. Inga underarter finns listade i Catalogue of Life.